# Capital megye (Mendoza)
Capital egy megye Argentína nyugati részén, Mendoza tartományban. Székhelye Mendoza.

## Népesség
A megye népessége a közelmúltban a következőképpen változott:
| Év   | Lakosság |
| ---- | -------- |
| 2001 | 106 217  |
| 2010 | 115 041  |